# Hua Sui
Dans ce nom, le nom de famille, Hua, précède le nom personnel Sui.
Hua Sui (chinois simplifié : 华燧 ; chinois traditionnel : 華燧 ; pinyin : Huá Suì) (1439-1513) était un fonctionnaire et imprimeur chinois de Wuxi, dans la province du Jiangsu durant la dynastie Ming (1368-1644). Il appartenait à la riche famille Hua qui était réputée dans toute la région. Hua Sui est connu comme le créateur en Chine des premiers caractères mobiles d'imprimerie en métal en 1490. Les caractères mobiles en métal ont été inventés en Corée au début du XIIIe siècle, mais aucune preuve concrète ne suggère que hua Sui se soit inspiré de l'imprimerie coréenne.